# Imitațiunea lui Cristos
Imitațiunea lui Cristos / Urmarea lui Hristos (în latină Imitatio Christi / De Imitatione Christi) este o operă de pietate și ascetică creștină, atribuită, în general, călugărului german Thomas a Kempis. A fost redactată la sfârșitul secolului al XIV-lea sau la începutul secolului al XV-lea, în limba latină medievală. Lucrarea este reprezentativă unei noi experiențe spirituale denumită Devotio Moderna. În lucrare, sub forma simplă a unor sfaturi, autorul propune cititorului căi de educare a sufletului pentru perfecționarea vieții de creștin, avându-L pe Hristos de model.

Este cartea cea mai tipărită în lume, după Biblie și, potrivit lui Yann Sordet, 
„unul dintre cele mai mari succese de librărie pe care Europa le-a cunoscut de la sfârșitul Evului Mediu până la începutul epocii contemporane.”

## Originea
Imitațiunea lui Cristos / Urmarea lui Hristos este una dintre lucrările care fac parte din literatura devoțională, fiind publicată în secolul al XV-lea. Textul său este un ajutor pentru rugăciune și devoțiuni personale. Unii văd Imitatio Christi ca pe unul din tratatele majore de morală creștină.
Lucrarea este atribuită preotului german Thomas a Kempis, din moment ce 60 din cele 66 de manuscrise poartă semnătura acestuia.
Atribuirea operei a fost mult discutată și disputată. A fost vorba despre italianul Ioannes Gerson, din ordinul călugăresc al Sfântului Benedict, de Jean Gerson, cancelar al Universității din Paris, de misticul neerlandez Gerard Groote. Însă potrivit opiniei care prevalează astăzi în mediile specialiștilor, autorul ar fi Thomas a Kempis, călugăr german din Mănăstirea augustiniană "Sfânta Agnes", situată în Țările de Jos. Atribuirea Imitațiunii lui Cristos a rămas mult timp problematică. După ce i-a fost atribuită lui Jean de Gerson, i-a fost atribuită canonicului Thomas a Kempis. Opera a fost, fără îndoială, terminată spre anul 1427. 
În fapt, doisprezece contemporani îi atribuie Imitațiunea lui Cristos lui Thomas a Kempis: Jean Busch (1400-1479); Hermann Ryd (1408-1483); Jean Monbrun (1460-1502); Adrien de But (1480); Wessel Gandsfrod (1489); Farinator; Peter Schott; Tritheme; Pirckamer; Martin Simus; biograful anonim al lui Thomas a Kempis; editorul primei traduceri franceze a Imitațiunii în 1493. Toți afirmă, mai mult sau mai puțin clar, paternitatea lucrării lui Thomas a Kempis.
Lucrarea a fost citită de către Sfântul Ignațiu de Loyola, în timp ce se afla într-o peșteră în Manresa, și a ajutat la conceperea ignațiană a Exercițiilor spirituale.

## Compoziția
Textul lucrării este împărțit în patru părți:
1. Cartea întâi: Îndrumări folositoare pentru viața sufletului (în latină Admonitiones ad vitam spiritualem utiles) (25 de capitole);
2. Cartea a doua: Îndrumări pentru conduita vieții lăuntrice (în latină: Admonitiones ad interna trahentes) (12 capitole);
3. Cartea a treia: Despre consolarea lăuntrică (în latină: De interna consolatione) (59 de capitole);
4. Cartea a patra: Despre Taina Sfintei Euharistii (în latină: De sacramento) (18 capitole).
5. Există posibilitatea ca, în unele ediții ulterioare, cărturarii catolici autorizați să adauge precizări, sub formă de scurte meditații, rugăciuni și/sau îndrumări, vizavi de scrierile lui Toma a Kempis.

Textul lucrării începe prin aceste cuvinte: „«Cel ce Mă urmează nu umblă în întuneric»,  spune Domnul. Acestea sunt cuvintele lui Hristos, prin care ne îndeamnă să trăim după exemplul vieții Lui, dacă vrem să fim cu adevărat luminați și eliberați de toată orbirea inimii. De aceea, cea mai mare străduință a noastră se cuvine să fie cugetul profund la viața lui Hristos.’’

## Prezentare
Idealul de imitare a lui Hristos este un element important al teologiei, eticii și spiritualității creștine. Trimiterile la acest concept și practica sa se regăsesc în cele mai vechi documente creștine, de exemplu, în epistolele Sf. Apostol Pavel.
Sfântul Augustin privea imitația lui Cristos ca scop fundamental al vieții creștine și ca remediu la imitările păcatelor lui Adam.
Sfântul Francisc de Assisi a pledat pentru o cale a sărăciei, imitându-l pe Hristos care s-a născut sărac, într-o iesle și a murit gol, pe cruce. Tema imitării lui Hristos este întâlnită și în teologia bizantină, din secolul al paisprezecelea, fiind văzută ca o viață personală trăită în Hristos, ca o virtute creștină fundamentală.
De Imitatione Christi este destul de simplă și făcută mai ales din aforisme și din maxime fără nicio pretenție teologică. Limbajul lucrării „este simplu și curgător, limpede ca o apă de munte, dar având adâncimi de ocean”. Lucrarea a alimentat devoțiunea și rugăciunea numeroaselor generații de creștini, mai ales laici, care caută în viața lor de fiecare zi să trăiască respectând preceptele lui Hristos (de unde și titlul). „Dintre toate cărțile de pietate, ce s-au scris de vreun credincios al Bisericii, ea este socotită drept cea mai bună. Cunoscătorii spun că ei îi revine locul imediat după Sfânta Scriptură, în ceea ce privește puterea de prefacere sufletească, pe care o exercită asupra cititorilor.”
Imitațiunea cuprinde patru cărți. Trei dintre ele tratează despre viața interioară, făcând apologia renunțării și elogiul sărăciei care permite apropierea de Cristos. Cea de-a patra parte este consacrată Sfintei Euharistii. Cartea arată o grijă constantă de a face viața spirituală accesibilă tuturor. Cartea este unul dintre cei mai buni ghizi spirituali din Evul Mediu și simbolizează idealul nou. Influența sa va fi considerabilă: Imitațiunea lui Cristos a devenit lucrarea cea mai citită, în lumea creștină, după Biblie. Imitatio Christi, „îndată după Sfânta Scriptură, este cartea cea mai citită pe fața pământului, precum și cea care a lucrat cele mai multe întoarceri la Dumnezeu a sufletelor păcătoase.”
Cartea a fost admirată de Sf. Thomas Morus, Lord Cancelar și renumit umanist englez, care și-a dat viața în prigoana anticatolică inițiată de regele Henric al VIII-lea al Angliei. 
„Sfântul Ignațiu de Loyola le recomanda discipolilor săi s-o deschidă mereu - chiar și la întâmplare -, încredințat că, indiferent la ce pagină s-ar opri ochiul, învățătura și povețele aflate acolo vor folosi sufletului din belșug.”
Mai aproape de zilele noatre, Leibniz scria undeva că Imitatio Christi este „una dintre cele mai bune cărți care s-au scris cândva”. John Wesley și Isaac Newton au clasat Imitațiunea lui Cristos printre cărțile care i-au influențat cel mai mult. Generalul britanic Charles George Gordon lua cu el în luptă această carte.
Iezuiții oferă un loc de prim ordin Imitațiunii, în exercițiile lor spirituale. 
De Imitatione Christi a fost o influență timpurie asupra spiritualității Sfintei Tereza de Lisieux, care a folosit-o în viața ei de rugăciune, i-a distilat mesajul și a folosit-o în scrierile sale proprii, care au influențat apoi spiritualitatea catolică în ansamblul său. Tereza a fost atât de atașată de carte și a citit-o de atâtea ori încât ea putea să citeze din Imitațiune, din memorie, pasaje întregi, încă din adolescență.
Privitor la citirea Sfintelor Scripturi, autorul Imitațiunii îi recomanda cititorului: „Dacă ții să-ți priască citirea, citește cu duhul drept și cinstit al smereniei și nu urmări să capeți faimă de învățat. Nu te sfii să pui întrebări și ascultă în tăcere răspunsurile sfinților: nu disprețui pildele bătrânilor; nu fără rost au fost și-ți sunt împărtășite.”
Atât credincioșii catolici, credincioșii ortodocși, cât și credincioșii protestanți admiră Imitațiunea lui Cristos și se înfruptă din bogăția spirituală pe care o degajă.
În zilele noastre, lucrarea suscită unele rezerve întrucât unii estimează că ea ar da prea multă importanță umilinței, resemnării și abnegației.
În Biserica Ortodoxă receptarea pozitivă nu este unanimă. Episcopul rus Ignatie Breanceaninov consideră că Imitațiunea lui Cristos este scrisă din înșelare duhovnicească:
„Cartea îi poartă pe cititorii săi drept spre părtașia cu Dumnezeu, fără a-i curăți, mai înainte, prin pocăință: de aceea și stârnește o deosebită aplecare spre ea în oamenii pătimași, care nu au bătut cărarea pocăinței, care nu au fost preveniți cu privire la amăgirea de sine și la înșelare, care nu au luat povață din învățătura Sfinților Părinți ai Bisericii Ortodoxe.”
Din punct de vedere al librăriei, Imitațiunea este un succes care nu se dezminte de secole. În 1450, existau două sute cincizeci de manuscrise. 

### RitmulImitațiunii
Textul Imitațiunii lui Cristos este compus pentru a fi citit ritmat, potrivit măsurilor metrice gregoriene. În fapt, un manuscris al Imitațiunii din 1441, prezintă o punctuație metrică, prin care se sugerează citirea fiecărei fraze potrivit unui ritm precis, așa cum se citesc Psalmii.

## Ediții tipărite în limba latină
În cei peste 500 de ani câți au trecut de la redactarea ei, după Biblie, Imitatio Christi este cartea de îndrumare spirituală cea mai tipărită, în cele mai multe limbi și în cele mai multe exemplare. În limba latină a fost tipărită în peste 2000 de ediții.
- Ediția princeps, în limba latină, a lucrării De Imitatione Christi a apărut tipărită în 1472, în același an cu ediția princeps a operei lui Dante Alighieri, Divina Comedie.[20]
- De imitatione Christi libri quatuor, editor: Tiburzio Lupo, Città del Vaticano, Libreria Editrice Vaticana 1982, XXVII și 369 de pagini. ISBN 88-209-1365-8.

Noi ediții ies cu regularitate, mereu.

## Traduceri
La scurt timp după apariția lucrării De Imitatione Christi, au început să apară traduceri în diferite limbi. Primele traduceri cunoscute sunt cele realizate, înainte de mijlocul secolulului al XV-lea, în limba engleză. Odată cu apariția tiparului, Imitatio Christi s-a difuzat mult mai ușor, atât în limba latină, cât și prin traduceri în alte limbi.
O traducere manuscrisă în franceză datează din 1447. Prima traducere tipărită a fost făcută în limba franceză, în anul 1462.
O traducere în limba germană, păstrată în manuscris, s-a făcut la Köln, în anul 1434. O traducere tipărită în engleză a fost publicată în 1502, o traducere în italiană în 1488, una în spaniolă în 1536, una în arabă în 1663, una în armeană în 1674, iar una în ebraică în 1837.
În secolul al XVII-lea, la Mănăstirea Dealu, un român, Udriște Năsturel, a făcut prima traducere a textului De Imitatione Christi în limba slavonă.
Prima traducere în limba română o datorăm lui Samuil Micu: «A Thomii dela Câmp, De Urmarea lui Hristos, patru cărți», tipărită la Blaj, în anul 1812. 

### Traduceri în limba bască
În perioada secolelor al XVII-lea - al XIX-lea, au fost cel puțin cinci traduceri în limba bască a lucrării Imitatio Christi:
1. Iesusen Imitacionea, Sarako Eskolakoa zen Silvain Pouvreauren[21] eskutik (XVI. mendea), 1890. urtera arte argitaratu ez zena.
2. Jesu Christoren imitationea, Sarako Eskolakoa zen Jean d'Arambillaga[22] lapurtar apaiza, 1684. urtean argitaratua.
3. Jesus-Christoren Imitacionea, traducere de Mixel Xurio (1720)
4. Iesu-Kristen Imitacionia, Martin Maizter zuberotar apaiza[23] (1757)
5. Jesu Kristoren imitazionea, traducere de Jean Pierre Duvoisin (1896).

### Traduceri în limba catalană
- Prima traducere cunoscută în limba catalană a fost realizată de Miquel Peres, în 1482, și a fost dedicată Isabelei de Villena.[24]

### Traduceri în limba cehă
- Tomáš Kempenský, Čtyři knihy o následování Krista, Brno, 2001.

### Traduceri în limba daneză
- Om Kristi Efterfølgelse; Aceasta traducere a fost publicată de către F. Rønning, în anul 1885, cu o introducere de Fr. Nielsen.

### Traduceri în limba engleză

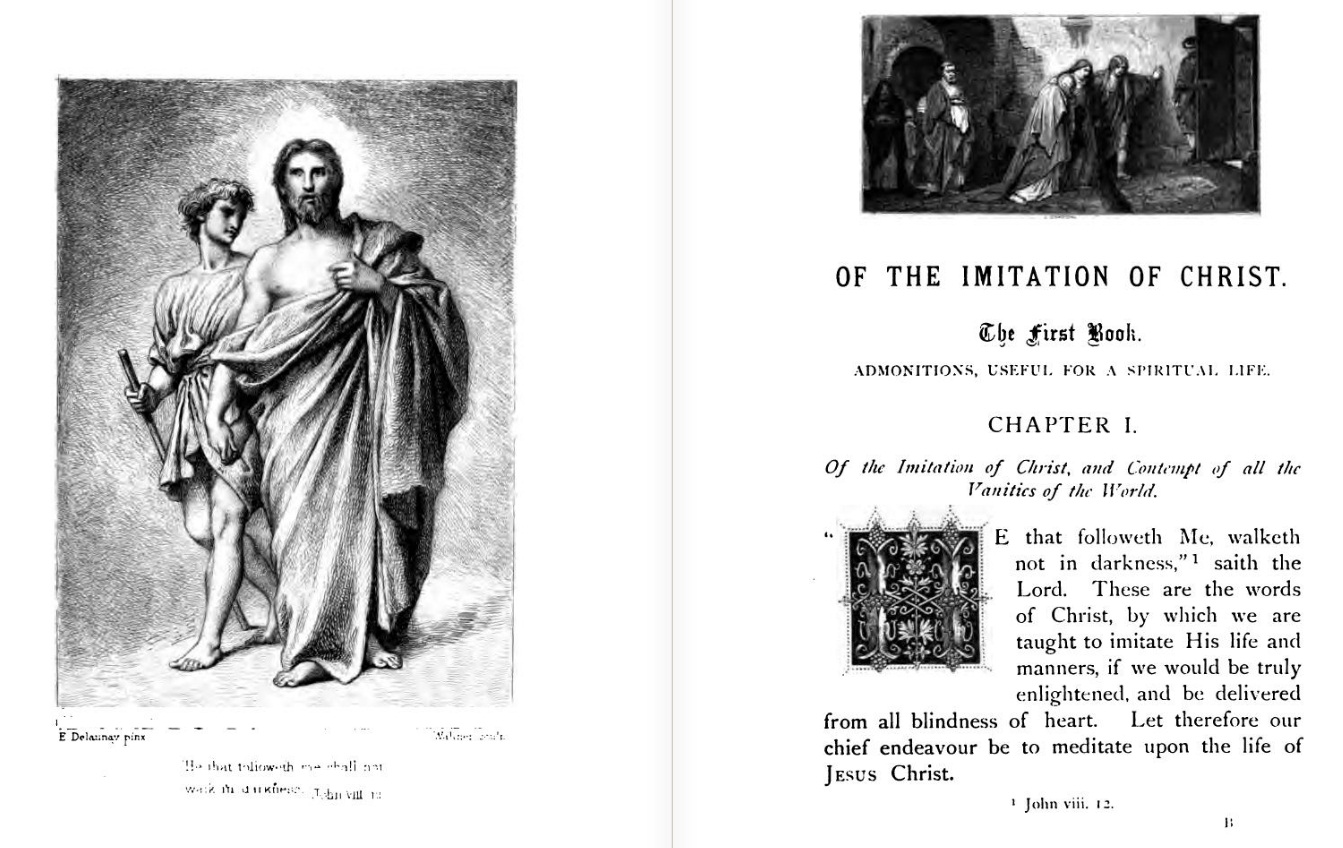
Imitation of Christ, Primul capitol al ediției publicate de Chapman and Hall, în 1878

- Imitation of Christ. Prima traducere, în limba engleză, a fost realizată înainte de mijlocul secolului al XV-lea.
- Of the Imitation of Christ, Chapman and Hall, 1878;
- Thomas a Kempis, The Imitation of Christ, traducător: William Benham, 1905.
- Thomas a Kempis, The Imitation of Christ, traducere de Aloysius Croft și Harold Bolton, 1940, Christian Classics Ethereal Library.[25]

### Traduceri în limba finlandeză
- Tuomas Kempiläinen, Kristuksen seuraamisesta. (De imitatione Christi, 1418.) Johdanto, suomennos ja selitykset: Seppo A. Teinonen. 3. painos (1. painos 1979). Uusi johdanto: Virpi Mäkinen. Pyhiinvaeltaja. Helsinki: Kirjapaja, 2006. ISBN 951-607-314-X.

### Traduceri în limba franceză

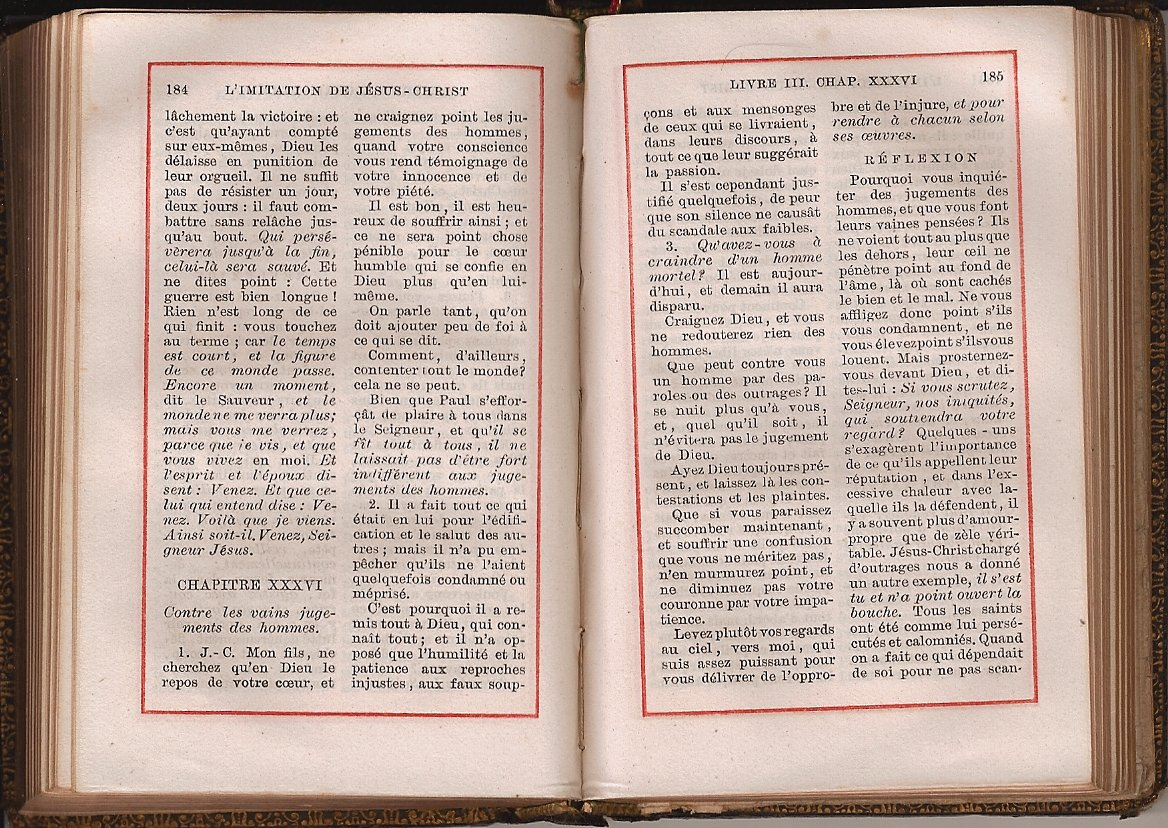
Imitation de Jésus-Christ, Alfred Mame et fils, Éditeurs, 1874

Printre cele vreo sută de traduceri în limba franceză ale Imitației, cele mai renumite și cele mai recomandate sunt cele realizate de Marillac (1621), Pierre Corneille (traducere în versuri 1651-1659), Sacy (1662), Gonnelieu (1712), Lallemant (1740), Gence (1820), Genoude (1822), La Mennais (1825), Darboy (1855).
- Prima traducere tipărită, în limba franceză, este din 1462.
- Michel de Marillac, L'Imitation de Jésus-Christ, Paris, 1631, in 8°, 568 pagini, atestă forma sa de pietate și arta sa de traducător.
- Frumoasa traducere în versuri realizată, în limba franceză, de Pierre Corneille, publicată sub forma unor livrări periodice între 1651 și 1656 sub titlul L’Imitation de Jésus-Christ, traduite et paraphrasée en vers français, par P. Corneille à Paris, chez Robert II Ballard, en 1656[27], se dovedește un extraordinar succes de librărie cu 2.300 de edițiti și aproape de 2,4 milioane de exemplare în circulație la sfârșitul secolului al XVIII-lea, ceea o face, în acea epocă, cea mai frecvent tipărită carte, după Biblie.[28]Traducerea făcută de Pierre Corneille a fost republicată, într-o colecție format de buzunar (în franceză: Livre de Poche), în anul 1978.
- L'Imitation de Jésus-Christ, Traduction de l'Abbé Félicité de Lamennais, avec des réflexions à la fin de chaque chapitre, Paris, 1825[29]
- Imitation de Jésus-Christ, Alfred Mame[30] et fils, Éditeurs, Tours, 1874
- Imitation de Jésus-Christ, Traduction du Père de Gonnelieu de la Compagnie de Jésus, Avec une pratique et une prière à la fin de chaque chapitre, suivi de l’ordinaire de la Messe, Tours, Alfred Mame et fils, Éditeurs, M DCCC LXXVI [1876]
- Imitation de Jésus-Christ, édition Tours, Alfred Mame et fils, 1930, Introduction par R.P.A. Fleury.
- L'Imitation de Notre Seigneur Jésus-Christ, traduction de l'Abbé F. de La Mennais, préface de Daniel-Rops, de l'Académie française, Livre de poche chrétien, texte intégral, Arthème Fayard, Paris, 1961.
- Imitation de Jésus-Christ, traducere de Félicité Robert de Lamennais (republicare a ediției din 1825), 1993.

### Traduceri în limba germană
- Nachfolge Christi, von Thomas von Kempen, hrsg. v. Walter Kröber, übersetzt von Johann Michael Sailer, Ditzingen: Reclam, 4. Aufl. 1986, 239 S., ISBN 3-15-007663-3 (= Reclams Universal-Bibliothek 7883) (Studienausgabe)
- Thomas Von Kempen, Der Prediger Der Nachfolge Christi, Nabu Press, 2010 (reproducerea ediției din 1923), 412 pagini, ISBN 978-1-144-23851-1

### Traduceri în limba italiană
- Prima traducere, în limba italiană, a apărut tipărită la Veneția, în 1488.
- Autore anonimo, Imitazione di Cristo, Torino, San Paolo Editore, 2007.

### Traduceri în limba maghiară
- Krisztus követése (De imitatione Christi) ISBN 1-59986-979-9

### Traduceri în limba neerlandeză

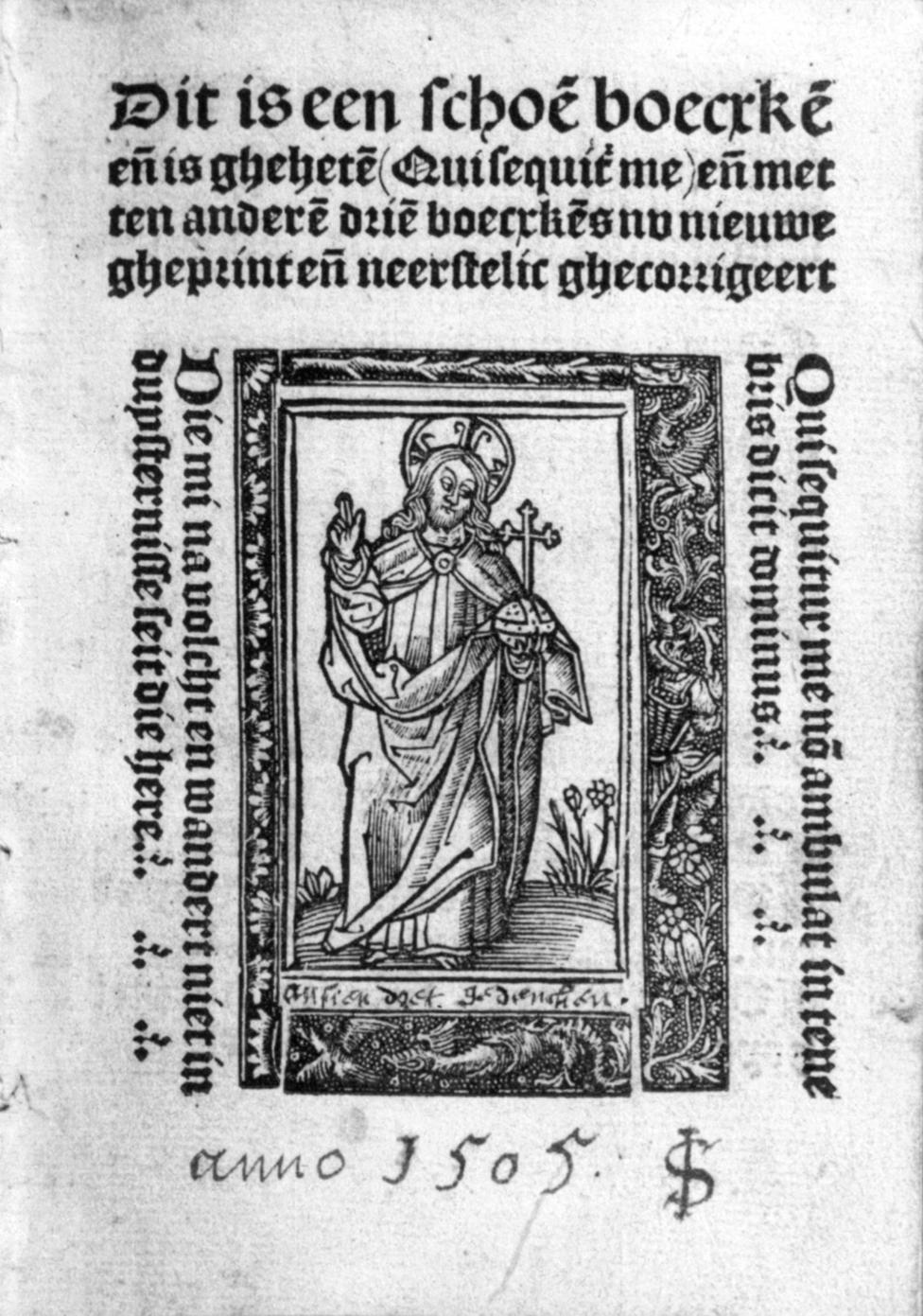
Thomas a Kempis, pagina de titlu De navolging van Christus, Anvers, 1505, gravură pe lemn de Hieronymus Bosch, Muzeul Catharijneconvent din Utrecht.

- Thomas a Kempis, De navolging van Christus, Antwerpen (Anvers), 1505
- Thomas à Kempis, De Navolging van Christus[32]

### Traduceri în limba poloneză
- O naśladowaniu Chrystusa – wstęp ks. J. Twardowskiego i posłowie tłumaczki A. Kamieńskiej do przetłumaczonego na nowo polskiego wydania O Naśladowaniu Chrystusa z 1980 r.

### Traduceri în limba portugheză
- Tomás de Kempis, Imitação de Cristo[33]

### Traduceri în limba română
- «A Thomii dela Câmp, De Urmarea lui Hristos, patru cărți», Tiparul Seminarului, Blaj, 1812, traducere de Samuil Micu;
- Urmare lui Iisus Hristos, Tipografia lui I. Kopainig, 1845, traducere de Gavriil Munteanu (reeditată în: 1901, 1938, 1944);
- Imitațiunea lui Cristos, Bacău, 1902, traducere de P.N.;
- Imitațiunea lui Cristos, Iași, 1932, traducere de I.B., la Institutul „Presa Bună”;
- Imitațiunea lui Cristos, ediția a II-a, revăzută de Părinții franciscani români, Biblioteca Ieremia Valahul #3, Editura Il Messaggero di S. Antonio – Basilica del Santo, Padova, din Italia, 1956;
- Thomas a Kempis, Imitațiunea lui Cristos, editura Arhiepiscopiei Romano-Catolice de București, 1992, traducere de Andrei Brezianu;
- Urmarea lui Hristos, cu o prefață de Preot Prof. Toma Chiricuță[34], tipărită cu binecuvântarea P.S. Eftimie, episcopul ortodox al Romanului, Editura „Bunavestire” din Bacău, reeditare a traducerii lui Gavriil Munteanu, 1997;
- Imitarea lui Cristos, Editura Serafica, Roman, 2023, traducere de Pr. Adrian Măgdici, 324 de pagini, ISBN 978-606-770-231-6

### Traduceri în limba slavonă
E demn de știut că prima traducere cunoscută în limba slavonă a lucrării Imitatio Christi e datorată unui român, boierul cărturar Udriște Năsturel, cumnatul domnitorului muntean Matei Basarab. Traducerea a fost realizată și publicată în secolul al XVII-lea, la Mănăstirea Dealu.

### Traduceri în limba slovacă
- Tomáš Kempenský, Nasledovanie Krista, Spolok svätého Vojtecha, 1994, reeditare în 2007 ISBN 80-7162-534-5.

### Traduceri în limba spaniolă
- Tomás de Kempis, Imitación de Cristo, traducere de Augustín Mangaña Méndez, Editorial Jus, 2000, 275 pagini, ISBN 978-968-423-388-1

### Traduceri în limba suedeză
- Thomas a Kempis, Om Kristi efterföljelse: texter i urval. Örebro: Libris 2004. ISBN 91-7195-717-0

## Texte în onoarea Imitațiunii
- « De mult timp îmi susțineam viața spirituală cu făina pură conținută în Imitațiune. Această carte mică nu mă părăsea niciodată, vara era în buzunar, iarna în manșon. Îi cunoșteam aproape pe de rost toate capitolele. » Sfânta Tereza a Pruncului Isus, Histoire d'une âme
- « Imitațiunea lui Cristos este pentru mistica Bisericii ceea ce Summa Theologiae a Sfântului Toma de Aquino este pentru scolastică: capodopera care conține cel mai pur spirit al doctrinei, în expresia ei desăvârșită. » Mgr Puyol, Lettres apostoliques
- « Imitațiunea lui Cristos este cel mai frumos text ieșit din mâna unui om, pentru că Evanghelia nu vine de acolo. » Fontenelle

## Trivia
- Papa Ioan Paul I a murit[36] în timp ce citea De Imitatione Christi.[37]